# Akira Kurosawa
Akira Kurosawa (jap. 黒澤 明 Kurosawa Akira) (ur. 23 marca 1910 w Tokio, zm. 6 września 1998 tamże) – japoński reżyser, scenarzysta i producent filmowy. Uznawany za jednego z największych twórców w historii kina.
Laureat wielu najważniejszych nagród w świecie filmu, m.in. Złotego Lwa na 12. MFF w Wenecji za film Rashōmon (1950), Srebrnego Lwa na 15. MFF w Wenecji za Siedmiu samurajów (1954), Złotej Palmy na 33. MFF w Cannes za film Sobowtór (1980), Honorowego Oscara za całokształt twórczości (1989). Zdobywca dwóch Oscarów dla najlepszego filmu nieanglojęzycznego za filmy Rashōmon (1950) i Dersu Uzała (1975).
Kurosawa był jednym z najbardziej znanych reżyserów zarówno w Japonii, jak i poza granicami swojego kraju. Jego twórczość wywarła wielki wpływ na kilka pokoleń filmowców na całym świecie. Kariera reżyserska Kurosawy trwała równo pół wieku – od debiutanckiej, zrealizowanej w czasie wojny Sagi o dżudo (1943) po jego ostatni film, Madadayo (1993).

## Życiorys
Akira Kurosawa urodził się 23 marca 1910 w Ōmori w Tokio, jako najmłodszy z siedmiorga dzieci. Jego ojciec był oficerem, potomkiem samurajów. W młodości Akira interesował się malarstwem, w szczególności sztuką europejską.
Dorastał z bratem o imieniu Heigo. Razem z nim brał udział w spotkaniach lewicujących środowisk intelektualnych. Heigo Kurosawa był aktorem i uprawiał sztukę benshi, tzn. podkładał głos postaci niemych filmów. Gdy zaczęto nagrywać udźwiękowione filmy, stracił pracę i z tego powodu próbował popełnić samobójstwo. Drugim traumatycznym doświadczeniem z dzieciństwa było trzęsienie ziemi, które nawiedziło Tokio w 1923 roku.
W 1936 roku Kurosawa odpowiedział na ogłoszenie wytwórni filmowej poszukującej asystenta reżysera. Został przyjęty, szybko zdobył uznanie i awansował ze względu na kreatywność i wszechstronność. Jako samodzielny reżyser zadebiutował w 1943 filmem Saga o judo.
Mimo iż jego najbardziej znanymi dziełami są filmy z lat 50. i 60. XX wieku, reżyserował i pisał scenariusze aż do śmierci.
Laureat Nagrody Asahi (1965) i Nagrody Kioto  w dziedzinie sztuki i filozofii (1994).
Zmarł 6 września 1998 w tokijskiej dzielnicy Setagaya z powodu udaru.

## Filmy

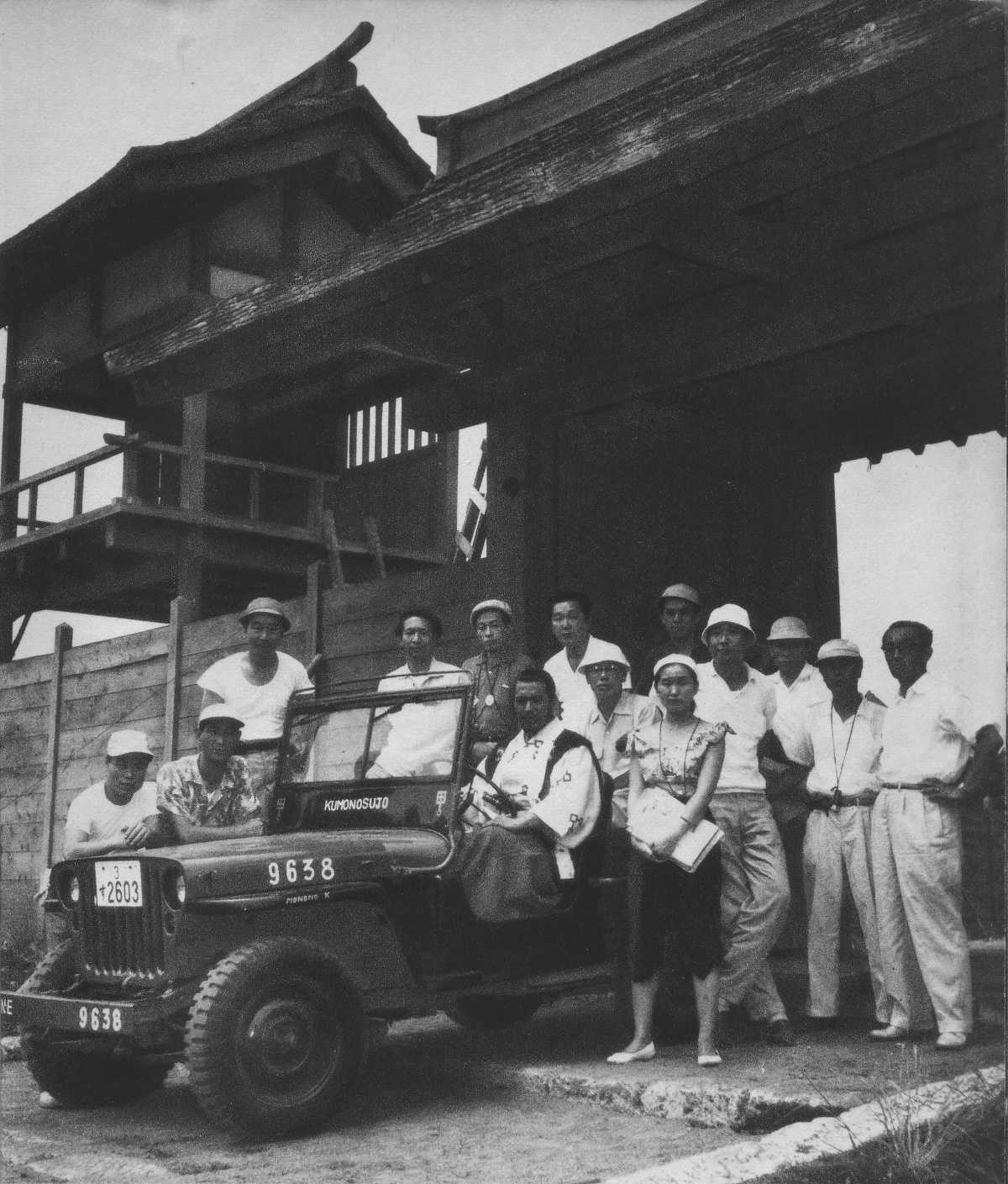
Zdjęcia do filmu "Tron we krwi" z 1956 roku (od lewej do prawej) Shinjin Akiike, Fumio Yanoguchi, Kuichiro Kishida, Samaji Nonagase, Takao Saito, Toshiro Mifune (w jeepie), Minoru Chiaki, Takashi Shimura, Teruyo Nogami (scenarzysta), Yoshirō Muraki, Akira Kurosawa, Hiroshi Nezu, Asakazu Nakai, Sōjirō Motoki.

Akcja najbardziej znanych filmów Kurosawy toczy się w feudalnej Japonii. Znany był ze swoich zainteresowań europejską literaturą, dokonał interesujących trawestacji dzieł Williama Shakespeare’a: Ran został oparty na Królu Learze, Tron we krwi – na Makbecie, a Zły śpi spokojnie – Hamlecie.
Ukryta forteca (Kakushi toride no san akunin), opowieść o księżniczce, jej generale i dwóch bufonowatych farmerach, stała się dla George’a Lucasa jedną z inspiracji przy tworzeniu Gwiezdnych wojen. Inne znane filmy Kurosawy to: Rashōmon, Siedmiu samurajów (na podstawie którego nakręcono później western Siedmiu wspaniałych oraz serial anime; film natchnął także Stephena Kinga, który V część cyklu Mroczna Wieża, napisał, zainspirowany filmem) czy Straż przyboczna – pierwowzór westernu Sergia Leone Za garść dolarów. Kontynuację Straży przybocznej stanowi film Sanjūrō: samuraj znikąd.
Kurosawa wyreżyserował filmowe adaptacje kilku rosyjskich powieści, m.in. Idioty Fiodora Dostojewskiego i Na dnie Maksima Gorkiego. Film Niebo i piekło oparty został na kanwie powieści kryminalnej Eda McBaina. W szesnastu z jego filmów, nakręconych między 1948 a 1964 rokiem, pojawiają się ci sami aktorzy, w szczególności Toshirō Mifune, którego współpraca z Kurosawą rozpoczęła się w 1948 (Pijany anioł), a skończyła w 1964 (Rudobrody).
Po zrealizowaniu tego ostatniego Kurosawa zaczął kręcić w kolorze, zmieniając styl swoich filmów, które miały charakter epicki. Jego kolejny film, Dō desu ka den, opowiadający o grupie biedaków żyjących na wysypisku śmieci, nie osiągnął sukcesu. Reżyser rozpoczął wtedy pracę przy hollywoodzkim projekcie Tora! Tora! Tora!, ale wytwórnia 20th Century Studios zastąpiła go Kinjim Fukasaku, zanim film został ukończony.
Zaczął tworzyć kolejne filmy, takie jak Ran, Dersu Uzała, nakręcony w ZSRR, którego fabuła oparta jest na historycznym – z początków XX wieku – epizodzie z badań Dalekiego Wschodu. Film ten uzyskał Oscara w kategorii film obcojęzyczny. Sobowtór to opowieść o sobowtórze średniowiecznego japońskiego władcy, który przejmuje jego tożsamość. Do ostatnich filmów Kurosawy należą między innymi Sny, Sierpniowa rapsodia i Madadayo.

## Filmografia

### Scenariusz
- 2004: Siedmiu samurajów (anime) (scenariusz autorstwa Atsuhiro Tomioki na podstawie Siedmiu samurajów)
- 2002: Morze przygląda się (Umi wa mite ita)
- 1999: Po deszczu (Ame agaru)
- 1999: Dora-heita
- 1996: Ostatni sprawiedliwy (Last Man Standing)
- 1993: Madadayo
- 1991: Sierpniowa rapsodia (Hachi-gatsu no kyōshikyoku)
- 1990: Sny (Yume)
- 1985: Ran
- 1985: Uciekający pociąg (Runaway Train)
- 1980: Sobowtór (Kagemusha)
- 1975: Dersu Uzała
- 1970: Dō desu ka den
- 1965: Rudobrody (Akahige)
- 1964: Jakoman to Tetsu
- 1963: Niebo i piekło (Tengoku to jigoku), alternatywny tytuł: Wielki i mały
- 1962: Sanjūrō: samuraj znikąd (Tsubaki Sanjūrō)
- 1961: Straż przyboczna (Yōjinbō)
- 1960: Siedmiu wspaniałych (scenariusz autorstwa Williama Robertsa na podstawie Siedmiu samurajów)
- 1960: Zły śpi spokojnie (Warui yatsu hodo yoku nemuru)
- 1959: Sengoku guntō-den
- 1958: Ukryta forteca (Kakushi toride no san akunin)
- 1957: Tron we krwi (Kumonosu-jō)
- 1957: Na dnie (Donzoko)
- 1954: Siedmiu samurajów (Shichinin no samurai)
- 1953: Fukeyo haru kaze
- 1952: Piętno śmierci (Ikiru)
- 1952: Nichiro sensō shōri no hishi: Tekichū ōdan sanbyaku-ri
- 1952: Miecz do wynajęcia (Sengoku burai)
- 1951: Idiota (Hakuchi)
- 1950: Rashōmon
- 1950: Skandal (Shūbun)
- 1949: Jakoman to Tetsu
- 1949: Zbłąkany pies (Nora inu)
- 1949: Pojedynek w ciszy (Shizukanaru  kettō)
- 1948: Pijany anioł (Yoidore tenshi)
- 1947: Cudowna niedziela (Subarashiki nichiyōbi)
- 1947: Ślady na śniegu (Ginrei no hate)
- 1947: Yottsu no koi no monogatari
- 1946: Nie żałuję swojej młodości (Waga seishun ni kuinashi)
- 1945: Ci, którzy nadepnęli tygrysowi na ogon (Tora no o wo fumu otokotachi)
- 1945: Saga o dżudo II (Zoku Sugata Sanshirō)
- 1944: Najpiękniejsza (Ichiban utsukushiku)
- 1943: Saga o dżudo (Sugata Sanshirō)
- 1942: Seishun no kiryū

### Reżyser
- 1993: Madadayo
- 1991: Sierpniowa rapsodia (Hachi-gatsu no kyōshikyoku)
- 1990: Sny (Yume)
- 1985: Ran
- 1980: Sobowtór (Kagemusha)
- 1974: Dersu Uzała
- 1970: Dō desu ka den
- 1965: Rudobrody (Akahige)
- 1963: Niebo i piekło (Tengoku to jigoku), alternatywny tytuł: Wielki i mały
- 1962: Sanjūrō: samuraj znikąd (Tsubaki Sanjūrō)
- 1961: Straż przyboczna (Yōjinbō)
- 1960: Zły śpi spokojnie (Warui yatsu hodo yoku nemuru)
- 1958: Ukryta forteca (Kakushi toride no san akunin)
- 1957: Tron we krwi (Kumonosu-jō)
- 1957: Na dnie (Donzoko)
- 1955: Żyję w strachu (Ikimono no kiroku)
- 1954: Siedmiu samurajów (Shichinin no samurai)
- 1952: Piętno śmierci (Ikiru)
- 1951: Idiota (Hakuchi)
- 1950: Rashōmon
- 1950: Skandal (Shūbun)
- 1949: Zbłąkany pies (Nora inu)
- 1949: Pojedynek w ciszy (Shizukanaru kettō)
- 1948: Pijany anioł (Yoidore tenshi)
- 1947: Cudowna niedziela (Subarashiki nichiyōbi)
- 1946: Ci, którzy tworzą jutro (Asu o tsukuru hitobito)
- 1946: Nie żałuję swojej młodości (Waga seishun ni kuinashi)
- 1945: Ci, którzy nadepnęli tygrysowi na ogon (Tora no o wo fumu otokotachi)
- 1945: Saga o dżudo II (Zoku Sugata Sanshirō)
- 1944: Najpiękniejsza (Ichiban utsukushiku)
- 1943: Saga o dżudo (Sugata Sanshirō)

### Producent
- 1980: Sobowtór (Kagemusha)
- 1970: Dō desu ka den
- 1965: Saga o dżudo (Sugata Sanshirō)
- 1960: Zły śpi spokojnie (Warui yatsu hodo yoku nemuru)
- 1957: Na dnie (Donzoko)